# Teatergatan, Göteborg
Teatergatan är en gata i stadsdelen Lorensberg i Göteborg. Den är cirka 457 meter lång och sträcker sig från Parkgatan till Engelbrektsgatan.
Gatan fick sitt namn år 1872 efter Stora Teatern, som gatan ligger söder om.